# Jumet Gohyssart
Jumet Gohyssart (Algemeen Waals: Djumet Goyîssåt; West-Waals: Djumet Goyîssau) is een buurt in Jumet, een deelgemeente van de Waalse stad Charleroi.

## Naam

### Etymologie
Gohyssart is een samenvoeging van Gohy en Sart:
- Gohy ([WA] Gohî) : Het woord 'Gohy' komt van een voormalige eigenaar van dit land: Godohari.[1]
- Sart ([WA] Sårt) betekent nieuwe ontgonnen gronden.[1]

### Spelling
De echte spelling van deze plaats is wel Gohyssart. Sommige bedrijven, zoals het TEC, schrijven echter *Gohissart, maar dat is een spellingfout.

## Beschrijving

### Centrum van Jumet
Hoewel deze wijk in het westelijke deel van Jumet ligt, is het als het historische centrum van Jumet beschouwd. De familie Bivort had zovele economische en industriële belangen. Inderdaad had deze familie de Kerk van de Onbevlekte Ontvangenis tijdens de negentiende eeuw laten bouwen. De familie Bivort bezat glasbedrijven en bijna alleen handarbeiders woonden er op dat moment in. Daarom beïnvloedde deze familie de inwoners ervan. 

### Place du Ballon

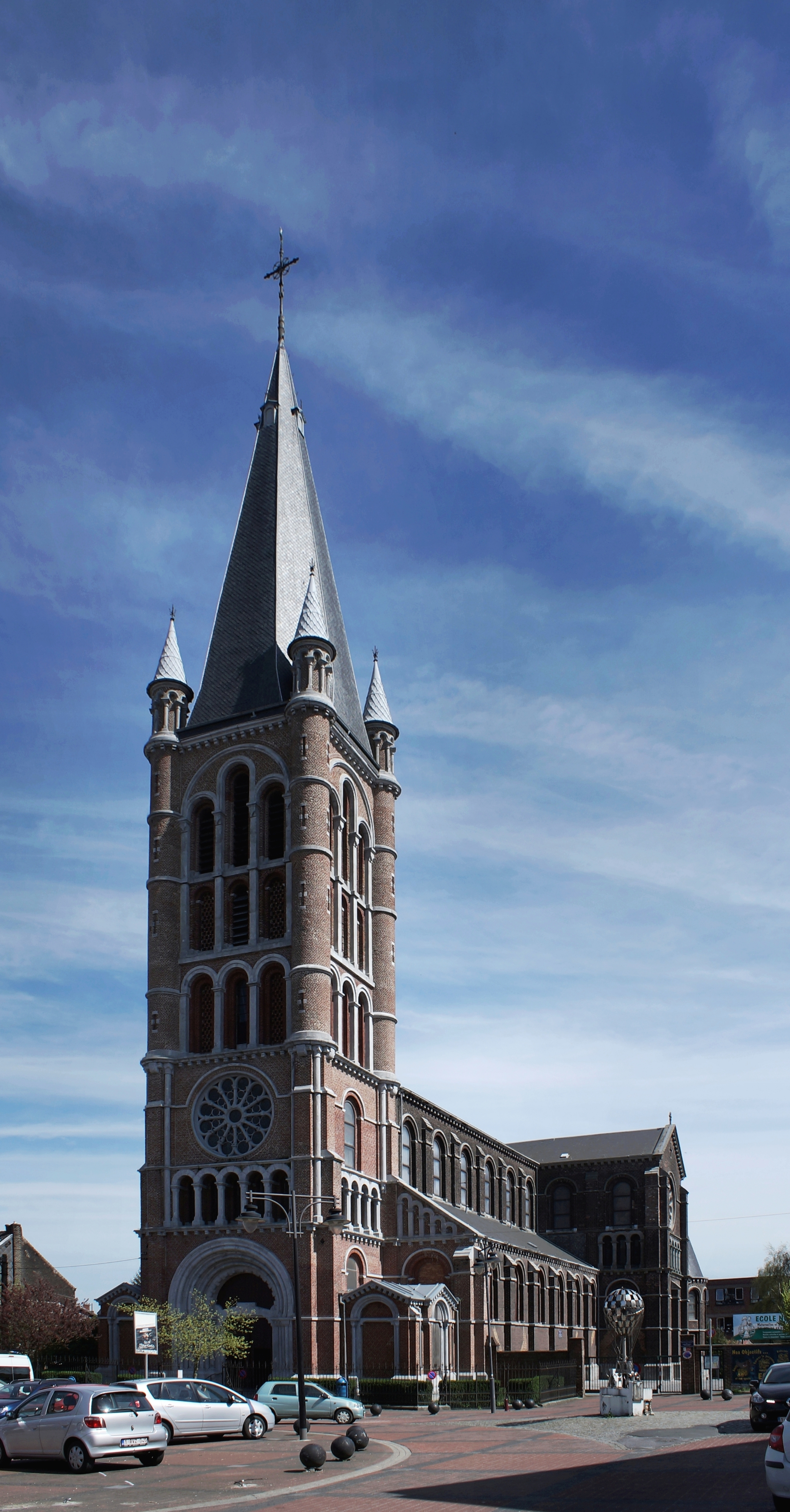
Kerk van de Onbevlekte Ontvangenis

Het buurtplein Place du Ballon staat in het centrum van de buurt. 
Aan het plein staat de Kerk van de Onbevlekte Ontvangenis (zie foto). Er zijn ook winkels en scholen aan het plein.
De naam van het plein is afgeleid van de Slag bij Fleurus, waarbij luchtballonnen door Frankrijk werden gebruikt om te kunnen zien wat er gebeurde in Fleurus, dat op 7 km afstand van Jumet ligt.

## La Madeleine
In de week rond 22 juli (feestdag van Maria Magdalena) is er Le Tour de la Madeleine, een stoet van Tussen-Samber-en-Maas die een week duurt. Het buurtplein is een belangrijke doorgangplaats.